# Algiers (Indiana)
Algiers est un secteur non constitué en municipalité dans le canton de Jefferson, comté de Pike, dans l'État de l'Indiana aux États-Unis.

## Histoire
Algiers est fondée en 1868. Cette communauté tient son nom de la capitale de l'Algérie, Alger. Autrefois, la localité était appelée Delectible.
Homer E. Capehart (en), un sénateur américain originaire de l'Indiana et un pionnier de l'industrie des juke-boxes et des phonographes, est né à Algiers en 1897, en tant que fils d'un fermier locataire (en).
Un bureau de poste nommé Algiers a été établi en 1885 et a fonctionné jusqu'à sa fermeture en 1955.